# Alexander Gillon
Alexander Gillon (* 1741 in Rotterdam, Niederlande; † 6. Oktober 1794 im Orangeburg County, South Carolina) war ein US-amerikanischer Politiker. Zwischen 1793 und 1794 vertrat er den Bundesstaat South Carolina im US-Repräsentantenhaus.

## Werdegang
Nach einer guten Grundschulausbildung zog Alexander Gillon nach London in England. Dort wurde er im Handel mit den amerikanischen Kolonien Englands als Schiffskapitän tätig. Im Jahr 1766 ließ er sich in Charleston in der damals britischen Kolonie South Carolina nieder. In seiner neuen Heimat wurde er ein erfolgreicher Geschäftsmann.
Gillon schloss sich der amerikanischen Revolution an. In den Jahren 1775 und 1776 war er Delegierter auf dem zweiten Provinzialkongress. 1776 wurde er in das Repräsentantenhaus von South Carolina gewählt. Beim Ausbruch des Unabhängigkeitskrieges wurde er 1775 zum Hauptmann einer aus Deutschen bestehenden Einheit ernannt. Drei Jahre später wurde er Befehlshaber der Marinestreitkräfte von South Carolina. In dieser Eigenschaft wurde er nach Frankreich entsandt, um neue Schiffe zu erwerben. Im Jahr 1782 war Gillon zusammen mit der spanischen Flotte an der Einnahme der Bahamas beteiligt.
1784 wurde Alexander Gillon in den Kontinentalkongress gewählt, an dessen Sitzungen er aber nicht teilnahm. 1788 war er Delegierter auf der Versammlung, die die Verfassung der Vereinigten Staaten für South Carolina ratifizierte. Er gehörte zur Anti-Administration-Fraktion, die in Opposition zur Bundesregierung unter Präsident George Washington stand. Bei den Kongresswahlen des Jahres 1792 wurde er im fünften Wahlbezirk von South Carolina in das US-Repräsentantenhaus gewählt, wo er am 4. März 1793 die Nachfolge von Thomas Tudor Tucker antrat. Alexander Gillon konnte seine bis zum 3. März 1795 laufende Amtszeit im Kongress nicht beenden. Er verstarb am 6. Oktober 1794 auf seiner Plantage „Gillons Retreat“ im Orangeburg County. Er war mit Mary Cripps verheiratet.